# Sayuri Kamata
Sayuri Kamata (鎌田 さゆり, Kamata Sayuri), née le 8 janvier 1965, est une femme politique japonaise, représentant la préfecture de Miyagi à la Chambre des représentants du Japon pour le Parti démocrate japonais, puis pour le Parti démocrate constitutionnel.

## Jeunesse et carrière pré-électorale
Kamata naît le 8 janvier 1965 à Sendai, dans la préfecture de Miyagi. Elle est diplômée du département d'économie de l'université Tōhoku gakuin en 1985.

## Carrière électorale
Engagée dans un premier temps au sein du Parti libéral-démocrate, Kamata rejoint le conseil municipal de Sendai en 1995, et devient en 1997 la directrice préfectorale des femmes du PLD. En opposition avec ce dernier sur plusieurs sujets clés, Kamata rejoint en 2000 le Parti démocrate du Japon, et se présente dans la foulée aux élections législatives japonaises de 2000 dans la deuxième circonscription de la préfecture de Miyagi, sous les couleurs du PDJ. Elle est élue à la suite de ce scrutin, et fait son entrée à la Diète du Japon.
Réélue en 2003, Kamata démissionne néanmoins en décembre 2004, à la suite de la révélation de violations des lois japonaises sur les campagnes électorales par son comité de soutien. 
S'ensuivent plusieurs tentatives infructueuses de retour en politique, lors desquelles Kamata tente successivement de briguer la mairie de Sendai en 2005 et de gagner le siège de la sixième circonscription de la préfecture de Miyagi en 2012 et en 2014, sans le soutien du PDJ,. Kamata effectue son retour gagnant dans la politique en 2015, lors de son élection à l'assemblée préfectorale de Miyagi. En 2017, elle est de nouveau la candidate du Parti démocrate progressiste, successeur du PDJ, dans la deuxième circonscription de Miyagi, mais échoue à se faire réélire, perdant d'une marge de 1 000 voix face à son adversaire du PLD Ken'ya Akiba.
Elle rejoint par la suite le Parti démocrate constitutionnel, principale force d'opposition, et parvient à se faire élire lors des élections législatives de 2021, effectuant ainsi son retour à la Chambre des représentants 16 ans après sa démission, battant Akiba de 571 voix,,. La même année, elle soutient Jun'ya Ogawa, puis Kenta Izumi lors des élections pour la présidence du PDC,. 
Kamata conserve son siège lors des élections législatives japonaises de 2024, cette fois avec une large avance de 45 000 voix, toujours contre Akiba, après une campagne organisée autour de la réduction des charges pesant sur les ménages japonais, ainsi qu'autour de la lutte contre la corruption, son concurrent étant englué dans différents scandales financiers.

## Prises de position
Kamata se déclare opposée à une révision de la Constitution antimilitariste japonaise, révision soutenue par le Parti libéral-démocrate. Elle est également fermement opposée aux politiques Abenomics.
Fortement opposée à la reprise des activités des centrales nucléaires japonaises, elle lutte contre l'utilisation de l'énergie nucléaire, qu'elle soit militaire ou civile.
Kamata se déclare strictement opposée à la visite de personnalités politiques au sanctuaire Yasukini, sanctuaire shinto, considéré par certains comme l'un des symboles du passé colonialiste du Japon et des nationalistes. Elle estime également qu'il ne faut pas revenir sur la déclaration Murayama, exprimant des excuses officielles du Japon pour les souffrances qu'il a infligées lors du XXe siècle. Elle est également favorable au maintien de l'interdiction des casinos sur le sol japonais.
Sur le plan sociétal, Kamata se déclare favorable à la légalisation du mariage des personnes de même sexe, à l'introduction d'un système de quotas favorisant l'accession des femmes à des postes plus important, ainsi qu'à la mise en place d'une législation permettant aux conjoints de conserver leurs noms après le mariage. Elle soutient également le maintien des femmes dans la famille impériale japonaise, même après leur mariage, ainsi que l'ascension d'une femme sur le trône de Chrysanthème.

## Vie privée
Kamata possède plusieurs animaux de compagnie qu'elle a sauvés de l'abandon, dont un chat, une chèvre et un poisson killi. Parmi ses différentes passions, elle cite le nettoyage du foyer, et particulièrement le cirage de sol.
Elle est mère d'un enfant.